# Kvadermur

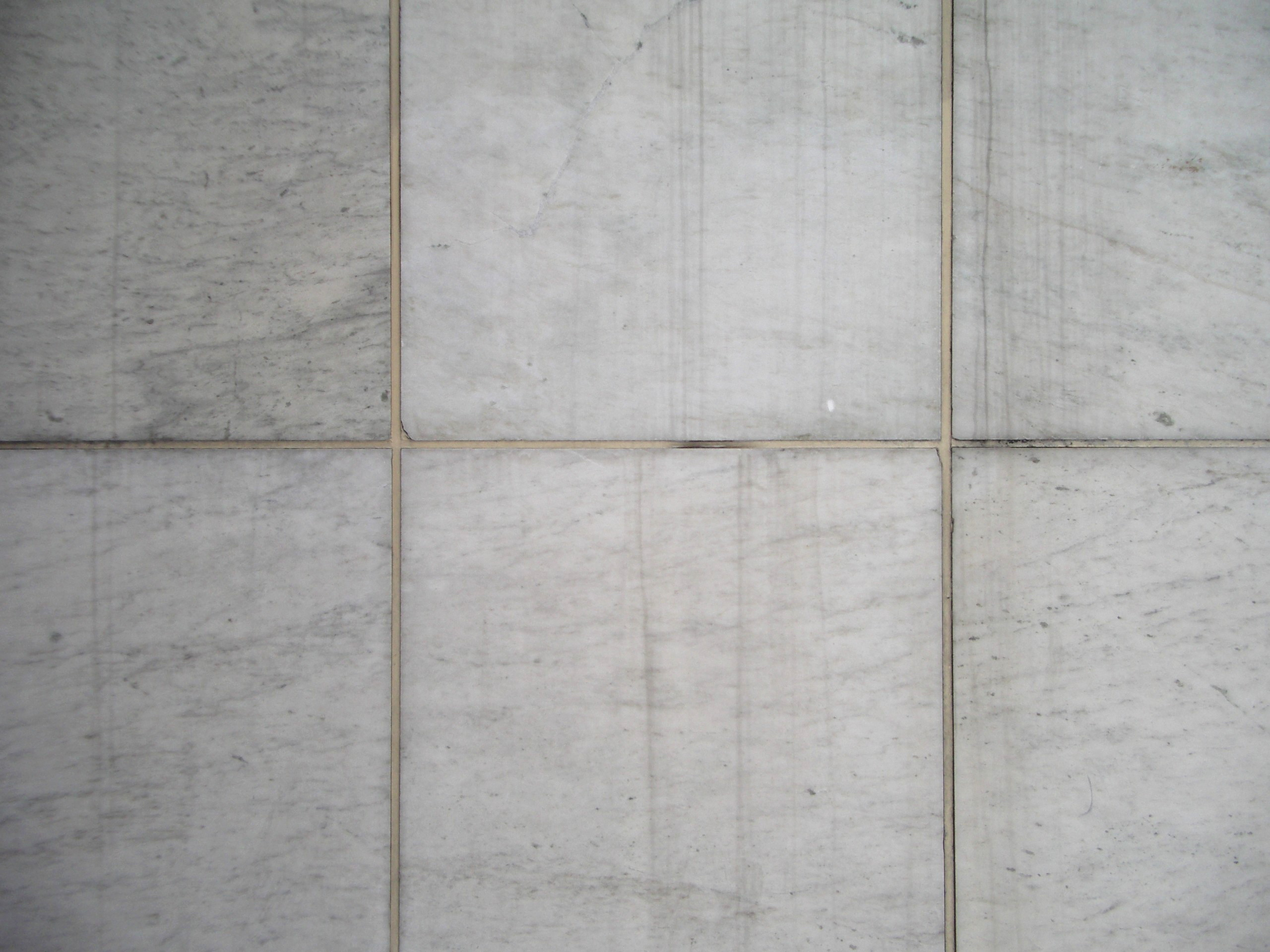
Kvadersten av ekebergsmarmor på Folksamhuset i Stockholm.

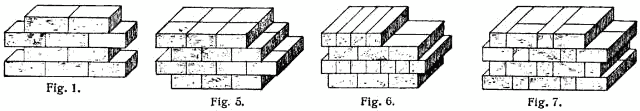
Kvaderstensförband.

Kvadermurar utförs av stenar med rektangulära koppytor antingen råa eller släthuggna. Vid kvadermurar bearbetas ligg- och byggytorna, så att de blir plana och liggfogarna görs vågräta.

## Utförande
Murar utförs sällan till hela sin tjocklek av kvadersten. I de flesta fall används en bakmur av betong eller ett tegelmurverk. Kvaderstensmurar förstärks genom inläggning av kramlor i fogarna samt genom vertikalt ställda dubbar. Kramlor och dubbar utförs i regel av koppar, brons eller förzinkat järn.
Murar av huggna stenar utförs i ett flertal olika former. Beroende på stenarnas bearbetning samt murarnas utförande benämnas dessa kryssmur, kvadermur, rubbelmur och så vidare.
Kvadern kan ha avfasade kanter och skrovlig framsida, ibland med mönster, så kallade "mönsterhuggna kvaderstenar" såsom på ett flertal tidigmedeltida kyrkor i Sverige, till exempel Rydaholms kyrka.
Ordet kvadersten används ofta i sammansättningen kvaderstensmur eller kvadermur, det vill säga en mur, uppförd av sten och med horisontala och vertikala fogar till skillnad från murar med oregelbunden, i alla möjliga riktningar gående fogindelning, så kallad cyklopisk mur.

## Historik
Fenicerna hade väl hopfogade kvaderblock, men dessa var dock oftast släthuggna blott vid kanterna.
Hebréerna murade med randade kvaderblock, ofta med ohuggen yta. 
Pelare uppförde de av rund kvadersten utan bruk. Ringmurar byggdes av tre skikt kvadersten och ett fjärde skikt cederbjälkar. (Konung Salomos palats var uppfört av »dyrbar sten, huggen efter mått och sågad med såg både på in- och utsidan, ifrån grunden ända upp till taklisterna».)
Kinesiska muren är av kvadersten och tegel med fyllning inuti av jord och rullsten. Romarna, som lärt murbyggnad av etruskerna, använde i början kvaderstenar, som först efter Greklands erövring höggs av marmor. 
Under medeltiden användes huvudsakligen kvader och tegel.
Styrkan hos för övrigt lika murar av kvadersten, tegel och sprängsten förhåller sig i det närmaste som 5:4:3.